# Botnsheiði (hed i Island, Västfjordarna)
Botnsheiði är en hed i republiken Island.   Den ligger i regionen Västfjordarna, i den västra delen av landet, 220 km norr om huvudstaden Reykjavík.